# Neomolgus littoralis
Neomolgus littoralis is een mijtensoort uit de familie Bdellidae. De wetenschappelijke naam is gepubliceerd in 1758 door Linnaeus in de tiende editie van Systema naturae.